# Quittebeuf
Quittebeuf település Franciaországban, Eure megyében. Lakosainak száma 654 fő (2022. január 1.). Quittebeuf Bacquepuis, Bérengeville-la-Campagne, Bernienville, Écauville, Feuguerolles, Graveron-Sémerville és Saint-Aubin-d’Écrosville községekkel határos.

## Népesség
A település népességének változása:
| Lakosok száma | 404  | 482  | 481  | 601  | 610  | 639  | 663  | 654  | 650  | 654  |
|               | 1968 | 1982 | 1990 | 2006 | 2013 | 2015 | 2017 | 2019 | 2020 | 2022 |